# Бустубаєво
Бустуба́єво (рос. Бустубаево, башк. Буҫтыбай) — присілок у складі Кугарчинського району Башкортостану, Росія. Входить до складу Нукаєвської сільської ради.
Населення — 83 особи (2010; 110 в 2002).
Національний склад:
- башкири — 95%